# Paiute
Los paiute o payutes incluyen varias tribus indígenas que hablan lenguas uto-aztecas, de la subfamilia númica central. 

## Nombre étnico
Su nombre proviene seguramente de payuts (< pāh 'agua' + yutat 'utes') o payuch (< pāh 'agua' + yutich 'utes') y está claramente relacionado con el nombre ute que es el nombre de otra tribu shoshone. Sin embargo, muchos paiutes prefieren llamarse neh muh 'pueblo'. Los paiutes se dividían en dos grupos principales:
- Paiute del Norte, que incluye los lohim y paviotso.
- Paiute del Sur, que incluye los grupos chemehuevi (California), Pahranagat, Panaca, Las Vegas, Moapa y Gunlock (Nevada), Kaibab, Shivwits, Vinkaret, San Juan y St George (Arizona), Cedar, Beaver, Kaeprowits, Antiaranunts y Panguitey (Utah).

Algunas tribus se separaron del grupo Gran Paiute inicial, como los chemehuevi, kawaiisu o tubatulabal. Los ute los llamaban agai dicutta 'come tortillas'. 

## Localización
Algunos restringen la tribu a los de Corn Creek (SW de Utah), pero de hecho el grupo ocupaba el SE de Nevada, SE de California en las orillas del río Colorado, O de Utah, parte de Oregón e Idaho, y NO de Arizona. Actualmente viven principalmente en Cedar City (Utah), Las Vegas (Nevada) y Needles (California), así como en las reservas Chemehuevi, Big Pine, Bishop, Bridgeport, Cedarville, Fort Bidwell, Lone Pine, Fort Independence, Timbisha Shoshone y Utu utu Gwaitu Paiute (California), Moapa, Pyramid Lake y Walker River (Nevada), Kaibab (Arizona), Shivwits y Paiute Indian Tribe (Utah).

## Demografía

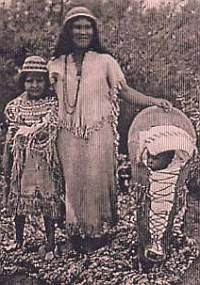
Mujeres paiute de Moapa.

Hacia 1845 eran unos 7500 individuos, pero en 1906 sumaban 5300 individuos, de los cuales 3500 vivían fuera de la reserva, 486 en Walk River, 129 en Moapa, 559 en Pyramid Lake, 267 en Duck Valley y 350 en la West Nevada School.
Muchos abandonaron las reservas para vivir en las ciudades. En 1962 había 2000 parlantes de paiute del Norte y 3000 del Sur, repartidos por estados: 2808 en Nevada, 1396 en California, 356 en Oregón, 168 en Utah y un número indeterminado en Colorado.
En 1980 había 4000 paiutes del Norte, de los cuales 2000 aún hablaban su idioma. Se calcula que en 1990 eran unos 7500 paiutes. 
Según el censo de 2000, había 13 532 paiutes, 3539 paiute-shoshones y 1000 chemehuevis.

## Costumbres
Se alimentaban de semillas, bellotas, girasol y piñas, y eran cazadores de pequeños animales de la región, como ardillas, conejos, erizos y algunos ciervos. Tenían un tabú por el cual las mujeres no podían ir de caza.
Vivían en wikiaps, refugios de poca altura hechos de estopa y con forma de cúpula, que pronto fueron adoptados por la mayor parte de los nativos de la región. Iban desnudos o llevaban taparrabos de piel de liebre los hombres, y cubiertas de pieles las mujeres.
Hacían cestos de buena calidad, y como armas utilizaban arcos y flechas y hachas. Apenas empleaban los caballos, e hicieron vasallos a miembros de tribus más pequeñas, como los washo.
Creían en la inmortalidad del alma y cuando morían, incineraban los cadáveres. Su religión era chamanista, pero más tarde adoptaron el culto al peyote. Los chamanes o Puagants celebraban la ceremonia yaxap, posiblemente de origen yuma.
Las familias permanecían unidas por matrimonios exogámicos de lazos lejanos, pero no tenían ningún tipo de división en bandas u organizaciones territoriales, excepto en las zonas más fértiles como Owens Valley, en Sierra Nevada (California). Los niaui o jefes sólo tenían prestigio, pero ningún poder político.

## Historia
Posiblemente llegaron al territorio hacia el año 1000 a. C., y entre los años 900 y 1250 formaron parte de las culturas Anasazi y Frémont.
Los españoles no tuvieron ningún problema con ellos cuando atravesaron el territorio en los siglos XVI y XVII. Hasta 1600 no se diferenciaban apenas de los ute, hasta que éstos adquirieron caballos y armas de fuego. Hacia 1680 contactarían con algunos misioneros, pero en 1701 ayudaron a los rebeldes pueblo a destruir el poblado cristiano de Anatovi. 
En 1775 fueron visitados por los religiosos españoles Francisco Garcés, Francisco Atanasio Domínguez y Silvestre Vélez de Escalante, quien en 1776 cruzaron el río Colorado y contactaron con 40 chemehuevis, a los cuales llamaron yutes cobardes porque no se les mostraron agresivos. 
Entre 1776 y 1821 fueron atacados por los utes, quienes hicieron tráfico de esclavos con ellos hasta la independencia de México (se llegaría a pagar entre 100 y 400 dólares por un esclavo paiute). Al inicio del siglo XIX, los paiutes del sur adoptaron el caballo y, junto con los utes atacaron a los colonos de Humboldt y Oregón.
Hacia 1821 adoptaron también la agricultura allí donde podían, y comerciaban con México. Fueron visitados en Utah por el estadounidense Jedediah Smith en 1827, por el mexicano Antonio Armijo en 1829 y por John C. Frémont en 1844. Por el tratado de Guadalupe-Hidalgo de 1848, todo su territorio pasó a formar parte de Estados Unidos. Además, el territorio fue parte de la ruta de los pioneros (1827-1848), atravesado por la fiebre del oro. 
En 1849 el mormón Brigham Young se estableció en Utah con sus adeptos. Desde 1850-1851 tuvieron enfrentamientos con los paiutes, sobre todo cuando en 1860 les obligaron a ceder toda Nevada y buena parte de Utah a los mormones y ocupar la reserva de Pyramid Lake; en 1856 una epidemia de paperas mató a las tres cuartas partes de la tribu, y en 1858-59 sufrieron enfermedades y les envenenaron el agua. Por si no hubiera bastante, en 1860 los mineros invadieron el valle de Pahranagat, y en 1863 el general Patrick O'Connor mató a 278 en el río Bear (Utah). 
En 1868 un grupo de paiutes mataron a dos mineros. Los culpables fueron colgados y se arrasaron dos campamentos indígenas, provocando la muerte de 34 paiutes, hechos que se repetirían el 16 de abril de 1878 en el mismo lugar. Por esto en 1868 declararon la guerra a los blancos, que permitieron que los navajos les arrebataran tierras al sur, y en 1878 participarían en la Guerra Bannock.
En 1870 los paiutes del Norte fueron trasladados a las reservas Fallon, Moapa River y Pyramid Lake, razón por la cual en 1874 se unirían a los shoshones en la Guerra Bannock contra los colonos blancos que les tomaban las tierras. Entre 1870 y 1880 John Wesley Powell visitó a los del sur a causa de unas disputes por tierras y agua con los mormones en 1873, y los estudió gracias a su amistad con el líder Tau-gu y el jefe de Moapa, Aiattava. 
Poco a poco se fueron creando las primeras reservas. La primera fue la de Pyramid Lake, en 1859, y después la de Walker River, en 1874, con 300 000 acres. Pero no supuso un aumento de población, ya que la de Summit Lake pasó de tener 155 habitantes en 1859 a 150 en 1877. 
Así Ulysses S. Grant les permitió tener una reserva de dos millones de acres, pero de hecho el pacto no se cumplió, de manera que les arrebataron las tierras y pasaron hambre, hasta que les ofrecieron ir a la reserva de Moapa o a la de los utes. 
Por eso, en 1883 Sara Winnemucca, hija del jefe paviotso de Summit Lake, denunció la corrupción, estafas y robos de la BIA.
El chamán de los paiute del sur Wovoka (1858-1932), hijo del visionario Tävibo o Numu-tibo’o (“Paiute blanco” 1835-1915), también conocido como Jack Wilson, desde 1889 recibió la influencia mormona, de los shakers y católicos, y fundó la secta sincrética de la Ghostdance o Danza de los Espíritus en 1890, a la cual convirtió gran cantidad de miembros de tribus lejanas, como los sioux lakota. Proponía el renacimiento aborigen y el exterminio de los blancos. Pero al fracasar la revuelta de Wounded Knee de 1891 perdió la mayor parte de sus partidarios, y se ocultó en la reserva de Walker River, donde murió en el anonimato.
En 1900 los no blancos ya dominaban todas las tierras de la reserva de San Juan.
En 1903 unos 150 shivwits, tribu que quedó aislada hasta 1880 en una reserva de 70 acres arables, recibieron equipo agrícola del mormón Anthony Ivins. Al mismo tiempo, el 16 de octubre de 1907 la BIA concedió reservas a los de Kaibab y San Juan. Hasta entonces, los kaibab vivían ilegalmente en su territorio, entre Willow Springs y Paiute Canyon. En 1913 obtuvieron 120 413 acres y los San Juan, Paiute Strip. También se hizo una reserva para el grupo Las Vegas en 1918 y en 1915 para los Paiute Utah o Indian Peaks Band (a 25 km al norte de Modena). Por otro lado, en 1918 sufrieron epidemias de tifus, tuberculosis y gripe, pero aun así decidieron llevar un modo de vida tradicional.
En 1921 la Paradise Oil reclamó el derecho a hacer prospecciones petrolíferas en Paiute Strip, de manera que en 1922 la reserva fue arrebatada a los indígenas gracias a un falso informe donde se afirmaba que “no usaban la tierra”. 
En 1933 su tierra fue añadida a la reserva Navajo. Esto provocó que la Reserva San Juan pasara de 300 habitantes en 1900 a 80 en 1930. Sin embargo, las reservas de los Cedar City Paiute, expropiadas de 1899 a 1925 les fueron devueltas a Koosharem en 1928 y a Kanosh en 1929. En 1934 recibió una constitución tribal la reserva Kaibab, con 200 km² y 200 habitantes. 
En 1954 obligaron a los grupos de Utah a aplicar la Termination para explotar sus recursos y reconocerles los matrimonios tribales, de manera que les pusieron un tutor privado y en 1964 lo intentaron también con los de Pyramid Lake. Entre 1950 y 1970 intentaron aplicarla a todos los paiutes con el fin de conseguir legalmente sus tierras. 
En 1960 el grupo de Oregón recibió 3 650 000 dólares como indemnización por apropiación indebida de tierras. En 1975 recibieron un total de 7 253 165 dólares en juicios llevados a través de la Indian Claims Commision. Desde 1975 los de Duck Valley plantaron cara a las autoridades en defensa de los derechos del agua, liderados por los líderes del AIM Tina y John Trudell, que poco después fueron arrestados.
El 4 de marzo de 1980 se aprobó la Paiute Indian Tribe of Utah Restoration Act, gracias a la cual se reconocieron gobiernos tribales y les restauraron 15 000 acres. Y el 11 de diciembre de 1989 los San Juan fueron reconocidos oficialmente como tribu, y eligieron como jefe a Evelyn James.

## Lenguas
Los pueblos tradicionalmente conocidos como paiute hablan varios dialectos, que se han clasificado tradicionalmente en dos grupos: paiute meridional y paiute septentrional.